# Hội Truyền giáo Phúc âm Liên hiệp
Hội Truyền giáo Phước âm Liên hiệp (tiếng Anh: The Christian and Missionary Alliance, viết tắt C&MA) là một cộng đồng các giáo hội Cơ Đốc thuộc trào lưu Tin Lành.
Được thành lập năm 1887 bởi Tiến sĩ Albert Benjamin Simpson, lúc ban đầu Hội Truyền giáo Phước âm Liên hiệp chỉ là một tổ chức liên kết tín hữu thuộc các giáo phái khác nhau với mục tiêu vận động toàn thể hội thánh tích cực tham gia vào nỗ lực truyền giáo tại hải ngoại. Đến giữa thế kỷ 20, tổ chức truyền giáo này trở thành một giáo phái với khoảng 300.000 tín hữu và gần 2.000 nhà thờ (trong số này có 400 nhà thờ là những giáo đoàn đa văn hoá) tại Hoa Kỳ. Tại Canada, có 440 nhà thờ, 59 trong số này là đa văn hoá, với hơn 120 ngàn thuộc viên. Theo ước tính, bên ngoài Hoa Kỳ và Canada số tín hữu thuộc cộng đồng C&MA quốc tế vượt quá con số 3 triệu.
Trung tâm Hội Truyền giáo Phươc âm Liên hiệp tọa lạc tại Nyack Heights, Thành phố New York, nhưng trụ sở hiện thời được đặt ở Veenendaal, Hà Lan.
Trong khi chia sẻ với các giáo phái khác thuộc trào lưu Tin Lành trong cộng đồng Kháng Cách một quan điểm chung trong hầu hết các lĩnh vực, có hai điểm nổi bật trong tôn chỉ của C&MA:
- Đặc biệt tập chú vào công tác truyền giáo hải ngoại cũng như đào tạo và hỗ trợ các nhà truyền giáo.
- Làm nổi bật một trong các chức vụ của Chúa Giê-xu là đấng chữa lành.

## Lịch sử

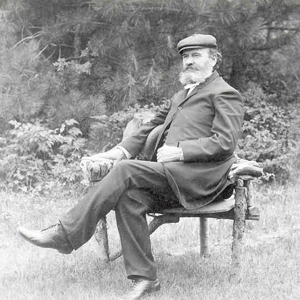
A. B. Simpson, nhà sáng lập Hội Truyền giáo Phúc âm Liên hiệp

Tiến sĩ Albert B. Simpson là một mục sư thuộc giáo hội Trưởng Lão, chịu cảm động khi nhận biết nhu cầu tâm linh của nhiều cư dân trong các đô thị tại Bắc Mỹ, cũng như nhiều người khác ở khắp nơi trên thế giới. Bị thôi thúc bởi ý tưởng phải chuyển tải thông điệp phúc âm đến các dân tộc vì mạng lịnh của Chúa Giê-xu trong Phúc âm Ma-thi-ơ 24. 14, "Phúc âm này về Vương quốc của Thiên Chúa sẽ được rao giảng khắp đất, để làm chứng cho muôn dân. Bấy giờ, sự cuối cùng sẽ đến".
Trong những năm đầu của thế kỷ 20, Simpson có quan hệ mật thiết với Phong trào Ngũ Tuần (khởi nguồn từ Phong trào Thánh khiết); người ta thường thấy các mục sư và giáo sĩ Ngũ Tuần được đào tạo tại Học viện Đào tạo Giáo sĩ được thành lập bởi Simpson. Khi ấy, Simpson và C&MA tạo lập ảnh hưởng đáng kể trên phong trào Ngũ Tuần, nhất là trong các giáo phái Assemblies of God và International Church of the Foursquare Gospel. Ảnh hưởng này gồm có những trọng điểm của giáo lý Tin Lành, thần học C&MA, những bài thánh ca và các tác phẩm của Simpson, cùng thuật ngữ "Đền tạm Phúc âm", được đặt tên cho các nhà thờ Ngũ Tuần với một chút thay đổi "Đền tạm Phúc âm Toàn vẹn".
Dần dần xuất hiện bên trong giáo phái C&MA những bất đồng về các vấn đề giáo lý của phong trào Ngũ Tuần (như hiện tượng nói tiếng lạ và cung cách thờ phượng chú trọng đến sự phô diễn các ân tứ). Trong năm 1912, cuộc khủng hoảng này trở nên tác nhân hình thành cấu trúc giáo phái cho C&MA, giao thẩm quyền lớn hơn cho hội đồng giáo phái và biến tổ chức này trở nên một giáo hội. Để bảo đảm sự tồn tại cho C&MA trước những phân hoá nội bộ, Simpson thiết lập cơ chế quản trị tài sản của giáo phái, theo đó nếu có sự ly khai, giáo hội có thể tiếp tục duy trì tài sản của mình.
Sau khi Simpson qua đời năm 1919, C&MA bắt đầu xa lánh phong trào Ngũ Tuần, bác bỏ những giáo lý trọng tâm của phong trào này như quan điểm cho rằng khả năng nói các thứ tiếng là điều kiện cần thiết thể hiện tình trạng đầy dẫy Chúa Thánh Linh, thay vì nhấn mạnh đến một đời sống Cơ Đốc sâu nhiệm hơn. Năm 1930, hầu hết các chi hội của C&MA đều thực thi chức năng của một hội thánh địa phương mặc dù họ vẫn không chịu nhìn nhận sự kiện này.
Trong năm 1965, các hội thánh địa phương chấp nhận chức năng giáo phái và thông qua một tuyên cáo đức tin. Tổ chức truyền giáo này chẳng bao lâu trở nên một phong trào tin lành quan trọng. Ngày nay C&MA được xem là một giáo phái đang trên đà phát triển, tận tuỵ trong các nỗ lực truyền bá phúc âm trên thế giới qua công tác thành lập hội thánh địa phương (church planting).

## Phúc âm Bốn Nhân tố và biểu trưng của C&MA
Bốn chức vụ của Chúa Giê-xu, theo sự giảng dạy của Simpson, được thể hiện trên biểu tượng của giáo hội được tóm tắt như sau, "Chúa Cơ Đốc là Cứu Chúa, Đấng thánh hoá, Đấng chữa lành, Vua hầu đến".
- Thập tự giá biểu trưng cho sự cứu rỗi bởi sự chết và sự sống lại của Chúa Giê-xu, Con Thiên Chúa.
- Chậu rửa biểu trưng cho sự thánh hoá, mỗi ngày được thanh tẩy khỏi tội lỗi, và năng lực để phục vụ do sự ngự trị của Chúa Cơ Đốc trong lòng tín hữu.
- Bình dầu là biểu trưng cho sức sống đầy dẫy Thánh Linh và sự chữa lành đến từ Chúa Giê-xu.
- Mão triều thiên tượng trưng cho sự tái lâm của Chúa Giê-xu Cơ Đốc, Ngài là Vua của muôn vua và Chúa của muôn chúa. Những biểu trưng này bắt nguồn từ tư tưởng của John Wesley và Phong trào Thánh khiết.

Thêm vào bốn biểu trưng truyền thống ấy là hình quả cầu cách điệu được trình bày như là hình nền cho biểu tượng. Quả cầu biểu trưng cho sứ mạng từ ban đầu của giáo phái là chuyển tải thông điệp Phúc âm đến mọi nơi trên thế giới.

## Những sứ mạng khác
Liên kết với giáo phái C&MA là tổ chức CAMA. "CAMA" là chữ viết tắt cho "Compassion and Mercy Associates" (Hỗ trợ Nhân ái).
CAMA hoạt động trong lãnh vực cứu tế và phát triển, cung cấp thực phẩm, áo quần, chăm sóc sức khoẻ và huấn nghiệp cho người dân đang sống trong tình trạng khủng hoảng ở khắp nơi trên thế giới. CAMA cũng duy trì động năng trong công tác truyền bá phúc âm.
Khởi đầu từ năm 1974 khi tìm cách giúp đỡ những người tị nạn tại Đông Dương, ngày nay CAMA đang xúc tiến các chương trình hoạt động tại những trại tị nạn ở Thái Lan, trợ giúp những người tị nạn ở Hong Kong, Liban, Jordan và Guinea, cứu trợ người dân đối diện với nạn đói ở Burkina Faso và Mali. Trong năm 2005, CAMA cộng tác với những nhà thờ địa phương thuộc giáo phái C&MA cung cấp sự trợ giúp cho nạn nhân bão xoáy Katrina tại Mỹ.

## Bản tuyên cáo đức tin
1. Chỉ có một Thiên Chúa, ngài là đấng toàn hảo vô hạn, hiện hữu vĩnh cửu trong ba thân vị: Chúa Cha, Chúa Con, và Chúa Thánh Linh.
2. Chúa Giê-xu Cơ Đốc là Thiên Chúa và là người. Ngài được thai dựng bởi Chúa Thánh Linh, sinh bởi nữ đồng trinh Mary. Ngài chết trên thập tự giá, là người công chính chết cho người có tội, là sinh tế chuộc tội, hễ ai tin Ngài sẽ được xưng công chính bởi huyết của Ngài đã đổ ra. Ngài sống lại từ kẻ chết theo Kinh Thánh. Ngài ngự bên hữu Thiên Chúa, là Thầy Tế lễ Thượng phẩm của chúng ta. Ngài sẽ trở lại để thiết lập Vương quốc của hoà bình và công chính.
3. Chúa Thánh Linh là thân vị của Đức Chúa Trời, đến để ngự trị, hướng dẫn, dạy dỗ và ban năng quyền cho tín hữu. Chúa Thánh Linh đến để cáo trách thế gian về tội lỗi, sự công chính và sự đoán phạt.
4. Cựu Ước và Tân Ước là chân lý, lẽ thật, được soi dẫn bởi Thiên Chúa, là sự mặc khải trọn vẹn ý chỉ của Ngài để cứu rỗi nhân loại, và thiết lập luật lệ thiên thượng về đức tin và sống đạo cho tín hữu Cơ Đốc.
5. Con người được dựng nên theo ảnh tượng của Thiên Chúa. Con người sa ngã vì bất tuân Thiên Chúa nên bị định cho sự chết trong thể xác và tâm linh. Mọi người sinh ra trong tội lỗi, bị phân rẽ với sự sống của Thiên Chúa, vì vậy chỉ có thể được cứu rỗi qua sự chết chuộc tội của Chúa Giê-xu Cơ Đốc. Tương lai của người không chịu hối cải và không tin Chúa Giê-xu là sự hiện hữu đời đời trong sự đoán phạt, trong khi tương lai của người tin nhận Chúa Cơ Đốc là phước hạnh và sự vui thoả vĩnh cửu.
6. Sự cứu rỗi được ban cho mọi người qua Chúa Giê-xu, hễ ai ăn năn và tin nhận Ngài sẽ được tái sinh bởi năng quyền của Chúa Thánh Linh để nhận lãnh sự sống đời đời, trở nên con dân của Thiên Chúa. Đó là những ân tứ của Chúa Thánh Linh.
7. Ý chỉ của Thiên Chúa là mỗi người tin nhận Chúa Giê-xu đều sẽ đầy dẫy Chúa Thánh Linh và được nên thánh trọn vẹn, phân rẽ khỏi tội lỗi và thế gian để tận hiến mình cho ý chỉ của Thiên Chúa, bởi đó nhận lãnh năng lực để trở nên thánh khiết trong cuộc sống và kết quả trong phục vụ. Đây là một trải nghiệm tiệm tiến và trăn trở được thể hiện trong cuộc đời tín hữu sau khi qui đạo.
8. Sự quan phòng của Thiên Chúa được thể hiện trong công cuộc cứu chuộc của Chúa Giê-xu Cơ Đốc để chữa lành thân xác hay chết của chúng ta. Cầu nguyện và xức dầu cho người bệnh theo lời dạy của Kinh Thánh là đặc quyền của Hội thánh ngày nay.
9. Hội thánh bao gồm mọi người tin nhận Chúa Giê-xu Cơ Đốc, được cứu chuộc bởi huyết của Ngài và được tái sinh bởi Chúa Thánh Linh. Chúa Cơ Đốc là Đầu của hội thánh; hội thánh được Ngài uỷ thác đến mọi nơi trên thế giới để làm chứng nhân và rao giảng phúc âm cho mọi dân tộc.

Hội thánh địa phương là thực thể bao gồm những người tin nhận Chúa Cơ Đốc đến với nhau để cùng thờ phượng Thiên Chúa, gây dựng nhau bởi Lời của Thiên Chúa, cầu nguyện, thông công, công bố Phúc âm, cử hành các thánh lễ Báp têm và Tiệc Thánh.
1. Sẽ có sự phục sinh trong thể xác cho người công chính và kẻ có tội; đối với người công chính, sống lại để hưởng sự sống đời đời, đối với người có tội, sống lại để chịu đoán phạt.
2. Sự tái lâm của Chúa Giê-xu Cơ Đốc là gần kề, hiển hiện và tiền thiên hi niên, là sự trông đợi của tín hữu và là lẽ thật căn cốt giúp khích lệ tín hữu theo đuổi nếp sống thánh khiết và trung tín phục vụ.[4]

## Chủng viện và trường đại học
Đến năm 1998, C&MA có hai trường cao học, bốn trường đại học và một chủng viện được công nhận bởi Hiệp hội các trường thần học Hoa Kỳ.

### Úc
- Đại học Alliance tại Úc (Alliance College of Australia), toạ lạc tại Canberra (trước đây là Canberra College of Theology).

### Canada
- Đại học Alliance (Alliance University College) – Trường Kinh Thánh Canada và Chủng viện Thần học Canada, tại Calgary, Alberta.
- Học viện Kinh Thánh VIE (Institut Biblique VIE) – Ban đào tạo bằng tiếng Pháp dành cho tỉnh Quebec.

### Hoa Kỳ
- Đại học Nyack và Chủng viện Thần học Alliance tại Nyack, New York.
- Đại học Simpson và Trường Cao học Simpson tại Redding, California.
- Đại học Toccoa Fall tại Toccoa, Georgia.
- Đại học Crown và Trường Cao học Crown ở St. Bonifacius, Minnesota.